# Pulau Mesemut Darat
Pour les articles homonymes, voir Darat.
Pulau Mesemut Darat est une île située au sud de l'île principale de Singapour. 

## Géographie
Polder de Pulau Jurong, totalement industrialisée, elle s'étend sur environ 1,3 km de longueur pour une largeur approximative de 600 m.